# Dieynaba Pouye
Dieynaba Pouye, née en 1959, est une joueuse sénégalaise de basket-ball.

## Carrière
Dieynaba Pouye a évolué en équipe du Sénégal, avec sa sœur Rokhaya Pouye,, remportant notamment le Championnat d'Afrique féminin de basket-ball 1977. Elle joue en club à l'AS Bopp Basket Club, remportant la Coupe d'Afrique des clubs champions en 1985.